# Malniu (Calders)
Malniu era una masia del terme de Calders, al Moianès. Pertanyia a la parròquia rural de Sant Andreu de Calders, sufragània de la parròquia principal del poble.
Està situada a la dreta del Calders, a migdia del Molí del Castell i del Castell de Calders, al nord de la Casa Gran de Bellveí.
És una construcció rural moderna. La masia antiga està pràcticament del tot desapareguda.